# Frederic X
Frederic X (Rigshospitalet, 26 de maig de 1968) és l'actual rei de Dinamarca, Groenlàndia i les Illes Fèroe després de l'abdicació de la seva mare, la reina Margarida II el 14 de gener de 2024 després de 52 anys com a cap d'estat de Dinamarca. Rep el nom de Frederic X.
Frederic Andreu Enric Cristià de Dinamarca nasqué a Copenhaguen el 26 de maig de 1968, essent fill de la princesa hereva i després reina Margarida II de Dinamarca i del comte Enric de Monpezat. Net del rei Frederic IX de Dinamarca i de la princesa Íngrid de Suècia fou batejat el 24 de juny de 1968 a la Holmens Kirke i confirmat l'any 1981 a la capella del Palau de Fredensborg.
El 14 de maig de l'any 2004, el príncep Frederic contragué matrimoni a la Catedral de Copenhaguen amb l'australiana Maria Elisabet Donaldson. Posteriorment se celebrà un banquet al Castell de Fredensborg. La parella té quatre fills:
- SAR el príncep Cristià de Dinamarca, nascut a Copenhaguen el 15 d'octubre de 2005.
- SAR la princesa Isabel de Dinamarca, nascuda a Copenhaguen el 21 d'abril de 2007.
- SAR el príncep Vicenç de Dinamarca, nascut a Copenhaguen el 8 de gener de 2011.
- SAR la princessa Josefina de Dinamarca, nascuda a Copenhaguen el 8 de gener de 2011.

El príncep hereu atengué la Krebs' Skole durant els anys que van des del 1974 al 1981, essent durant el període 1974 a 1976 educat per professors de l'escola al Palau d'Amalienborg. El bienni de 1982 a 1983 assistí a l'École des Roches a Normandia i es graduà l'any 1986 de batxillerat al Øregaard Gymnasium. L'any 1995 es llicencià en ciències polítiques per la Universitat d'Aarhus a Dinamarca. Durant la seva vida universitària, Frederic passà un any d'estudis als Estats Units, concretament a la prestigiosa Universitat Harvard.
L'any 1994, el Príncep hereu s'integrà a la missió de Dinamarca a les Nacions Unides a Nova York. Posteriorment, durant l'any 1999, fou agregat a l'ambaixada danesa a París.
El príncep hereu ha rebut una àmplia formació militar des de l'any 1986 quan s'integrà al Regiment Queen's Life Guard, essent elevat a la categoria de lloctinent de la reserva amb la particularitat de ser el cap d'un regiment de la guarda d'hússars de l'exèrcit danès. Després de passar tres anys de formació a l'exèrcit terrestre, ingressà a la Marina danesa on fou assignat al Royal Danish Navy Frogman Corps, arribant a la categoria de capità de la reserva. Finalment, l'any 2001 conclogué la seva formació militar després de passar per l'exèrcit de l'aire i assolir el càrrec de capità de la reserva l'any 2001.
L'any 1986, el príncep hereu participà en una expedició de l'exèrcit a Mongòlia i posteriorment, l'any 2000, a l'Expidició Sirius 2000 que durant quatre mesos feu 2795 quilòmetres amb trineus per Groenlàndia. El príncep hereu de Dinamarca parla com a llengua materna el danès i a part domina l'anglès, el francès i l'alemany, a més de tenir àmplies nocions de suec.
Després del casament la residència oficial dels prínceps hereus és el castell de Fredensborg, tot i que també passen llargues temporades a Copenhaguen, al Palau d'Amalienborg.
El dia 31 de desembre de 2023, la reina Margarida II va anunciar per sorpresa la seva abdicació. Fou proclamat rei de Dinamarca, el 14 de gener de 2024.